# قائمة قرارات مجلس الأمن التابع للأمم المتحدة من 401 إلى 500
هذه قائمة قرارات مجلس أمن الأمم المتحدة رقم 401 إلى 500 المعتمدة في الفترة بين 14 ديسمبر 1976 و 28 يونيو 1982.

## القائمة
| القرارات | التاريخ        | التصويت                                                                                     | الاهتمامات                                                                                                 |
| -------- | -------------- | ------------------------------------------------------------------------------------------- | --- |
| 401      | 14 ديسمبر 1976 | 13–0–0 (بنين، الصين لم تشارك في التصويت)                                                    | تمديد ولاية قوة الأمم المتحدة لحفظ السلام في قبرص                                                          |
| 402      | 22 ديسمبر 1976 | اعتماد "بتوافق الآراء"                                                                      | إغلاق الحدود بين جنوب أفريقيا وليسوتو؛ ترانسكاي                                                            |
| 403      | 14 يناير 1977  | 13–0–2 (ممتنعون: المملكة المتحدة، الولايات المتحدة الأمريكية)                               | الهجمات على بوتسوانا بحلول روديسيا الجنوبية                                                                |
| 404      | 8 فبراير 1977  | اعتماد "بتوافق الآراء"                                                                      | فصائل أجنبية والهجوم في بنين                                                                               |
| 405      | 14 أبريل 1977  | اعتماد "بتوافق الآراء"                                                                      | تقرير البعثة الخاصة عن بنن                                                                                 |
| 406      | 25 مايو 1977   | تم اعتماده بدون تصويت                                                                       | تقرير عن هجمات روديسيا الجنوبية على بوتسوانا                                                               |
| 407      | 25 مايو 1977   | تم اعتماده بدون تصويت                                                                       | استمرار مضايقة ليسوتو من جنوب أفريقيا                                                                      |
| 408      | 26 مايو 1977   | 12–0–0 (لم تشارك بنين والصين وليبيا)                                                        | تمدد ولاية قوة الأمم المتحدة لمراقبة فض الاشتباك                                                           |
| 409      | 27 مايو 1977   | تم اعتماده بدون تصويت                                                                       | عقوبات على جنوب روديسيا                                                                                    |
| 410      | 15 يونيو 1977  | 14–0–0 (لم تشارك الصين في التصويت)                                                          | توسيع عمليات حفظ السلام في قبرص                                                                            |
| 411      | 30 يونيو 1977  | تم التبني 15–0–0                                                                            | هجمات على موزامبيق من روديسيا الجنوبية                                                                     |
| 412      | 7 يوليو 1977   | تم التبني 15–0–0                                                                            | قبول جيبوتي في الأمم المتحدة                                                                               |
| 413      | 20 يوليو 1977  | اعتماد "بتوافق الآراء"                                                                      | قبول فيتنام في الأمم المتحدة                                                                               |
| 414      | 15 سبتمبر 1977 | تم اعتماده بدون تصويت                                                                       | تنمية الوضع في قبرص                                                                                        |
| 415      | 29 سبتمبر 1977 | 13–0–1 (ممتنع: اتحاد الجمهوريات الاشتراكية السوفياتية؛ الصين لم تشارك)                      | مناقشات لمستقبل روديسيا الجنوبية                                                                           |
| 416      | 21 أكتوبر 1977 | 13–0–0 (الصين وليبيا لم تشارك في التصويت)                                                   | تمدد ولاية قوة الأمم المتحدة لمراقبة فض الاشتباك                                                           |
| 417      | 31 أكتوبر 1977 | تم التبني 15–0–0                                                                            | إدانة القمع المستمر في جنوب افريقيا                                                                        |
| 418      | 4 نوفمبر 1977  | تم التبني 15–0–0                                                                            | فرض حظر الأسلحة على جنوب أفريقيا                                                                           |
| 419      | 24 نوفمبر 1977 | تم اعتماده بدون تصويت                                                                       | طلب المساعدة الدولية على الفصائل الذين هاجموا بنين                                                         |
| 420      | 30 نوفمبر 1977 | 12–0–0 (لم تشارك بنين والصين وليبيا)                                                        | تمديد ولاية قوة الأمم المتحدة لمراقبة فض الاشتباك                                                          |
| 421      | 9 ديسمبر 1977  | تم التبني 15–0–0                                                                            | إنشاء لجنة لمراقبة تنفيذ القرار 418 بشأن جنوب إفريقيا                                                      |
| 422      | 15 ديسمبر 1977 | 14–0–0 (لم تشارك الصين في التصويت)                                                          | تمدد عمليات حفظ السلام في قبرص                                                                             |
| 423      | 14 مارس 1978   | 10–0–5 (امتناع: كندا، فرنسا، ألمانيا الغربية، المملكة المتحدة، الولايات المتحدة)            | المطالبة بوضع حد لـ "النظام العنصري غير القانوني" في روديسيا الجنوبية                                      |
| 424      | 17 مارس 1978   | تم التبني 15–0–0                                                                            | الهجمات على زامبيا وبلدان أخرى من روديسيا الجنوبية؛ حركات التحرير في ناميبيا، زمبابوي؛ جنوب افريقيا عنصرية |
| 425      | 19 مارس 1978   | 12–0–2 (ممتنعون: تشيكوسلوفاكيا، اتحاد الجمهوريات الاشتراكية السوفياتية؛ الصين لم تشارك)     | إنشاء قوة الأمم المتحدة المؤقتة في لبنان (اليونيفيل)                                                       |
| 426      | 19 مارس 1978   | 12–0–2 (ممتنعون: تشيكوسلوفاكيا، اتحاد الجمهوريات الاشتراكية السوفياتية؛ الصين لم تشارك)     | تأسيس قوة الأمم المتحدة المؤقتة في لبنان (اليونيفيل)                                                       |
| 427      | 3 مايو 1978    | 12–0–2 (ممتنعون: تشيكوسلوفاكيا، اتحاد الجمهوريات الاشتراكية السوفياتية؛ الصين لم تشارك)     | إدانة الهجمات على قوات الأمم المتحدة في إسرائيل-لبنان                                                      |
| 428      | 6 مايو 1978    | تم التبني 15–0–0                                                                            | الهجوم على أنغولا من جنوب أفريقيا ؛ قمع الناس في ناميبيا                                                   |
| 429      | 31 مايو 1978   | 14–0–0 (لم تشارك الصين في التصويت)                                                          | تمدد ولاية قوة الأمم المتحدة لمراقبة فض الاشتباك                                                           |
| 430      | 16 يونيو 1978  | 14–0–0 (لم تشارك الصين في التصويت)                                                          | تمديد ولاية قوة الأمم المتحدة لحفظ السلام في قبرص                                                          |
| 431      | 27 يوليو 1978  | 13–0–2 (ممتنعون: تشيكوسلوفاكيا، اتحاد الجمهوريات الاشتراكية السوفياتية)                     | مقترحات بشأن الحالة في ناميبيا؛ تعيين الممثل الخاص                                                         |
| 432      | 27 يوليو 1978  | تم التبني 15–0–0                                                                            | مطالبات بدمج خليج ولفيس في ناميبيا                                                                         |
| 433      | 17 أغسطس 1978  | تم التبني 15–0–0                                                                            | قبول جزر سليمان لدى الأمم المتحدة                                                                          |
| 434      | 18 سبتمبر 1978 | 12–0–2 (ممتنعون: تشيكوسلوفاكيا، اتحاد الجمهوريات الاشتراكية السوفياتية؛ الصين لم تشارك)     | تمدد ولاية قوة الأمم المتحدة المؤقتة في لبنان                                                              |
| 435      | 29 سبتمبر 1978 | 12–0–2 (ممتنعون: تشيكوسلوفاكيا، اتحاد الجمهوريات الاشتراكية السوفياتية؛ الصين لم تشارك)     | إنشاء مجموعة الأمم المتحدة للمساعدة الانتقالية (UNTAG) في ناميبيا                                          |
| 436      | 6 أكتوبر 1978  | تم التبني 15–0–0                                                                            | الحرب الأهلية اللبنانية                                                                                    |
| 437      | 10 أكتوبر 1978 | 11–0–4 (الممتنعون عن التصويت: كندا، ألمانيا الغربية، المملكة المتحدة، الولايات المتحدة)     | قرار الولايات المتحدة بالسماح لأعضاء نظام روديسيا الجنوبي بدخول البلاد                                     |
| 438      | 23 أكتوبر 1978 | 12–0–2 (ممتنعون: تشيكوسلوفاكيا، اتحاد الجمهوريات الاشتراكية السوفياتية؛ الصين لم تشارك)     | تمدد ولاية قوة الطوارئ التابعة للأمم المتحدة                                                               |
| 439      | 13 نوفمبر 1978 | 10–0–5 (امتناع: كندا، فرنسا، ألمانيا الغربية، المملكة المتحدة، الولايات المتحدة)            | إدانة قرار جنوب أفريقيا بإجراء انتخابات أحادية الجانب في جنوب غرب أفريقيا                                  |
| 440      | 27 نوفمبر 1978 | اعتماد "بتوافق الآراء"                                                                      | تقدم السلام في قبرص                                                                                        |
| 441      | 30 نوفمبر 1978 | 14–0–0 (لم تشارك الصين في التصويت)                                                          | تمدد ولاية قوة الأمم المتحدة لمراقبة فض الاشتباك                                                           |
| 442      | 6 ديسمبر 1978  | تم التبني 15–0–0                                                                            | قبول كومنولث دومينيكا لدى الأمم المتحدة                                                                    |
| 443      | 14 ديسمبر 1978 | 14–0–0 (لم تشارك الصين في التصويت)                                                          | تمديد ولاية قوة الأمم المتحدة لحفظ السلام في قبرص                                                          |
| 444      | 19 يناير 1979  | 12–0–2 (ممتنعون: تشيكوسلوفاكيا، اتحاد الجمهوريات الاشتراكية السوفياتية؛ الصين لم تشارك)     | تمدد ولاية قوة الأمم المتحدة المؤقتة في لبنان                                                              |
| 445      | 8 مارس 1979    | 12–0–3 (ممتنعون: فرنسا، المملكة المتحدة، الولايات المتحدة الأمريكية)                        | الهجمات على بلدات أخرى من روديسيا الجنوبية؛ 1979 الانتخابات                                                |
| 446      | 22 مارس 1979   | 12–0–3 (ممتنعون: النرويج، المملكة المتحدة، الولايات المتحدة الأمريكية)                      | تحديد أن التسوية الإسرائيلية ليس لها أي صلاحية قانونية وتشكل عقبة في طريق السلام الشامل.                   |
| 447      | 28 مارس 1979   | 12–0–3 (ممتنعون: فرنسا، المملكة المتحدة، الولايات المتحدة الأمريكية)                        | هجوم جنوب أفريقي على أنغولا                                                                                |
| 448      | 30 أبريل 1979  | 12–0–3 (ممتنعون: فرنسا، المملكة المتحدة، الولايات المتحدة الأمريكية)                        | زمبوي روديسيا الانتخابات العامة ، 1979                                                                     |
| 449      | 30 مايو 1979   | 14–0–0 (لم تشارك الصين في التصويت)                                                          | تمدد ولاية قوة الأمم المتحدة لمراقبة فض الاشتباك                                                           |
| 450      | 14 يونيو 1979  | 12–0–2 (ممتنعون: تشيكوسلوفاكيا، اتحاد الجمهوريات الاشتراكية السوفياتية؛ الصين لم تشارك)     | إدانة الهجمات الإسرائيلية. تمدد ولاية قوة الأمم المتحدة المؤقتة في لبنان                                   |
| 451      | 15 يونيو 1979  | 14–0–0 (لم تشارك الصين في التصويت)                                                          | تمديد ولاية قوة الأمم المتحدة لحفظ السلام في قبرص                                                          |
| 452      | 20 يوليو 1979  | 14–0–1 (ممتنع: الولايات المتحدة)                                                            | المستوطنات الإسرائيلية                                                                                     |
| 453      | 12 سبتمبر 1979 | تم التبني 15–0–0                                                                            | قبول سانت لوسيا لدى الأمم المتحدة                                                                          |
| 454      | 2 نوفمبر 1979  | 12–0–3 (ممتنعون: فرنسا، المملكة المتحدة، الولايات المتحدة الأمريكية)                        | الهجمات على أنغولا من جنوب أفريقيا                                                                         |
| 455      | 23 نوفمبر 1979 | اعتماد "بتوافق الآراء"                                                                      | هجمات على زامبيا روديسيا الجنوبية؛ تواطؤ جنوب افريقيا                                                      |
| 456      | 30 نوفمبر 1979 | 14–0–0 (لم تشارك الصين في التصويت)                                                          | تمدد ولاية قوة الأمم المتحدة لمراقبة فض الاشتباك                                                           |
| 457      | 4 ديسمبر 1979  | تم التبني 15–0–0                                                                            | إيران و الولايات المتحدة خلال أزمة رهائن إيران                                                             |
| 458      | 14 ديسمبر 1979 | 14–0–0 (لم تشارك الصين في التصويت)                                                          | تمديد ولاية قوة الأمم المتحدة لحفظ السلام في قبرص                                                          |
| 459      | 19 ديسمبر 1979 | 12–0–2 (ممتنعون: تشيكوسلوفاكيا، اتحاد الجمهوريات الاشتراكية السوفياتية؛ الصين لم تشارك)     | تمدد ولاية قوة الأمم المتحدة المؤقتة في لبنان؛ ملاحظة المخاوف                                              |
| 460      | 21 ديسمبر 1979 | 13–0–2 (ممتنعون: تشيكوسلوفاكيا، اتحاد الجمهوريات الاشتراكية السوفياتية)                     | إنهاء العقوبات ضد روديسيا الجنوبية الملاحظات اتفاقية لانكستر هاوس                                          |
| 461      | 31 ديسمبر 1979 | 11–0–4 (امتناع: بنغلاديش، تشيكوسلوفاكيا، الكويت، اتحاد الجمهوريات الاشتراكية السوفياتية)    | إدانة إيران لمزيد من احتجاز موظفي السفارة الأمريكية                                                        |
| 462      | 9 يناير 1980   | 12–2–1 (ضد: ألمانيا الشرقية، اتحاد الجمهوريات الاشتراكية السوفياتية؛ الممتنعون: زامبيا)     | دعوى إلى اجتماع طارئ الجمعية العامة لمناقشة الغزو السوفييتي لأفغانستان                                     |
| 463      | 2 فبراير 1980  | 14–0–0 (المملكة المتحدة لم تشارك في التصويت)                                                | تنفيذ اتفاق لانكاستر هاوس                                                                                  |
| 464      | 19 فبراير 1980 | تم التبني 15–0–0                                                                            | قبول سانت فنسنت وجزر غرينادين                                                                              |
| 465      | 1 مارس 1980    | تم التبني 15–0–0                                                                            | المستوطنات الإسرائيلية                                                                                     |
| 466      | 11 أبريل 1980  | تم التبني 15–0–0                                                                            | هجوم جنوب أفريقي على زامبيا                                                                                |
| 467      | 24 أبريل 1980  | 12–0–3 (ممتنعون: ألمانيا الشرقية، اتحاد الجمهوريات الاشتراكية السوفياتية، الولايات المتحدة) | الهجمات على قوة الأمم المتحدة المؤقتة في لبنان                                                             |
| 468      | 8 مايو 1980    | 14–0–1 (ممتنع: الولايات المتحدة)                                                            | إجلاء الفلسطينيين من قبل إسرائيل                                                                           |
| 469      | 20 مايو 1980   | 14–0–1 (ممتنع: الولايات المتحدة)                                                            | دعوة إسرائيل إلى تنفيذ القرار 468                                                                          |
| 470      | 30 مايو 1980   | 14–0–0 (لم تشارك الصين في التصويت)                                                          | تمدد ولاية قوة الأمم المتحدة لمراقبة فض الاشتباك                                                           |
| 471      | 5 يونيو 1980   | 14–0–1 (ممتنع: الولايات المتحدة)                                                            | المستوطنات الإسرائيلية                                                                                     |
| 472      | 13 يونيو 1980  | 14–0–0 (لم تشارك الصين في التصويت)                                                          | تمديد ولاية قوة الأمم المتحدة لحفظ السلام في قبرص                                                          |
| 473      | 13 يونيو 1980  | تم التبني 15–0–0                                                                            | إدانة الفصل العنصري في جنوب افريقيا                                                                        |
| 474      | 17 يونيو 1980  | 12–0–2 (ممتنعون: ألمانيا الشرقية، اتحاد الجمهوريات الاشتراكية السوفياتية؛ الصين لم تشارك)   | تمدد ولاية قوة الأمم المتحدة المؤقتة في لبنان                                                              |
| 475      | 27 يونيو 1980  | 12–0–3 (ممتنعون: فرنسا، المملكة المتحدة، الولايات المتحدة الأمريكية)                        | هجوم جنوب أفريقي على أنغولا                                                                                |
| 476      | 30 يونيو 1980  | 14–0–1 (ممتنع: الولايات المتحدة)                                                            | الأراضي التي تحتلها إسرائيل                                                                                |
| 477      | 30 يوليو 1980  | تم التبني 15–0–0                                                                            | قبول زمبابوي لدى الأمم المتحدة                                                                             |
| 478      | 20 أغسطس 1980  | 14–0–1 (ممتنع: الولايات المتحدة)                                                            | قانون القدس                                                                                                |
| 479      | 28 سبتمبر 1980 | تم التبني 15–0–0                                                                            | دعوى إلى وقف الأنشطة العسكرية خلال إيران-حرب العراق                                                        |
| 480      | 12 نوفمبر 1980 | تم التبني 15–0–0                                                                            | شغل الشواغر في محكمة العدل الدولية                                                                         |
| 481      | 26 نوفمبر 1980 | 14–0–0 (لم تشارك الصين في التصويت)                                                          | تمدد ولاية قوة الأمم المتحدة لمراقبة فض الاشتباك                                                           |
| 482      | 11 ديسمبر 1980 | 14–0–0 (لم تشارك الصين في التصويت)                                                          | تمديد ولاية قوة الأمم المتحدة لحفظ السلام في قبرص                                                          |
| 483      | 17 ديسمبر 1980 | 12–0–2 (ممتنعون: ألمانيا الشرقية، اتحاد الجمهوريات الاشتراكية السوفياتية؛ الصين لم تشارك)   | تمدد ولاية قوة الأمم المتحدة المؤقتة في لبنان                                                              |
| 484      | 19 ديسمبر 1980 | تم التبني 15–0–0                                                                            | إجلاء المسؤولين الفلسطينيين من قبل إسرائيل                                                                 |
| 485      | 22 مايو 1981   | 14–0–0 (لم تشارك الصين في التصويت)                                                          | تمدد ولاية قوة الأمم المتحدة لمراقبة فض الاشتباك                                                           |
| 486      | 4 يونيو 1981   | 14–0–0 (لم تشارك الصين في التصويت)                                                          | تمديد ولاية قوة الأمم المتحدة لحفظ السلام في قبرص                                                          |
| 487      | 19 يونيو 1981  | تم التبني 15–0–0                                                                            | هجوم إسرائيلي على موقع نووي عراقي مصدقة من الوكالة الدولية للطاقة الذرية                                   |
| 488      | 19 يونيو 1981  | 12–0–2 (ممتنعون: ألمانيا الشرقية، اتحاد الجمهوريات الاشتراكية السوفياتية؛ الصين لم تشارك)   | تمدد ولاية قوة الأمم المتحدة المؤقتة في لبنان                                                              |
| 489      | 8 يوليو 1981   | تم التبني 15–0–0                                                                            | قبول جمهورية فانواتو لدى الأمم المتحدة                                                                     |
| 490      | 21 يوليو 1981  | تم التبني 15–0–0                                                                            | غارات جوية على لبنان من قبل إسرائيل                                                                        |
| 491      | 23 سبتمبر 1981 | تم التبني 15–0–0                                                                            | قبول بليز لدى الأمم المتحدة                                                                                |
| 492      | 10 نوفمبر 1981 | تم التبني 15–0–0                                                                            | قبول أنتيغوا وبربودا لدى الأمم المتحدة                                                                     |
| 493      | 23 نوفمبر 1981 | 14-0-0 (لم تشارك الصين في التصويت)                                                          | تمدد ولاية قوة الأمم المتحدة لمراقبة فض الاشتباك                                                           |
| 494      | 11 ديسمبر 1981 | تم التبني 15–0–0                                                                            | تعيين جافير كوللير الأمين العام                                                                            |
| 495      | 14 ديسمبر 1981 | تم التبني 15–0–0                                                                            | تمديد ولاية قوة الأمم المتحدة لحفظ السلام في قبرص                                                          |
| 496      | 15 ديسمبر 1981 | تم التبني 15–0–0                                                                            | فشل محاولة انقلاب في سيشيل                                                                                 |
| 497      | 17 ديسمبر 1981 | تم التبني 15–0–0                                                                            | إسرائيل هضبة الجولان                                                                                       |
| 498      | 18 ديسمبر 1981 | 13–0–2 (ممتنعون: ألمانيا الشرقية، اتحاد الجمهوريات الاشتراكية السوفياتية)                   | تمدد ولاية قوة الأمم المتحدة المؤقتة في لبنان                                                              |
| 499      | 21 ديسمبر 1981 | تم التبني 15–0–0                                                                            | الوظائف الشاغرة في محكمة العدل الدولية                                                                     |
| 500      | 28 يناير 1982  | 13–0–2 (ممتنعون: المملكة المتحدة، الولايات المتحدة الأمريكية)                               | دعوى إلى اجتماع طارئ الجمعية العامة بشأن إسرائيل ومرتفعات الجولان                                          |